# 內城-利奧波德城

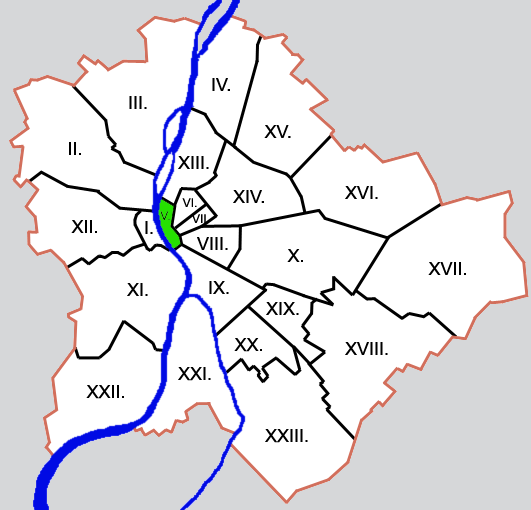
所在位置

区徽

內城-利奧波德城（匈牙利語：Belváros-Lipótváros），即布达佩斯第五区，是匈牙利首都布达佩斯的一个区，总面积2.59平方公里，总人口27 283，人口密度10 534人/平方公里（2009年1月1日）。